# Teatro romano di Cadice

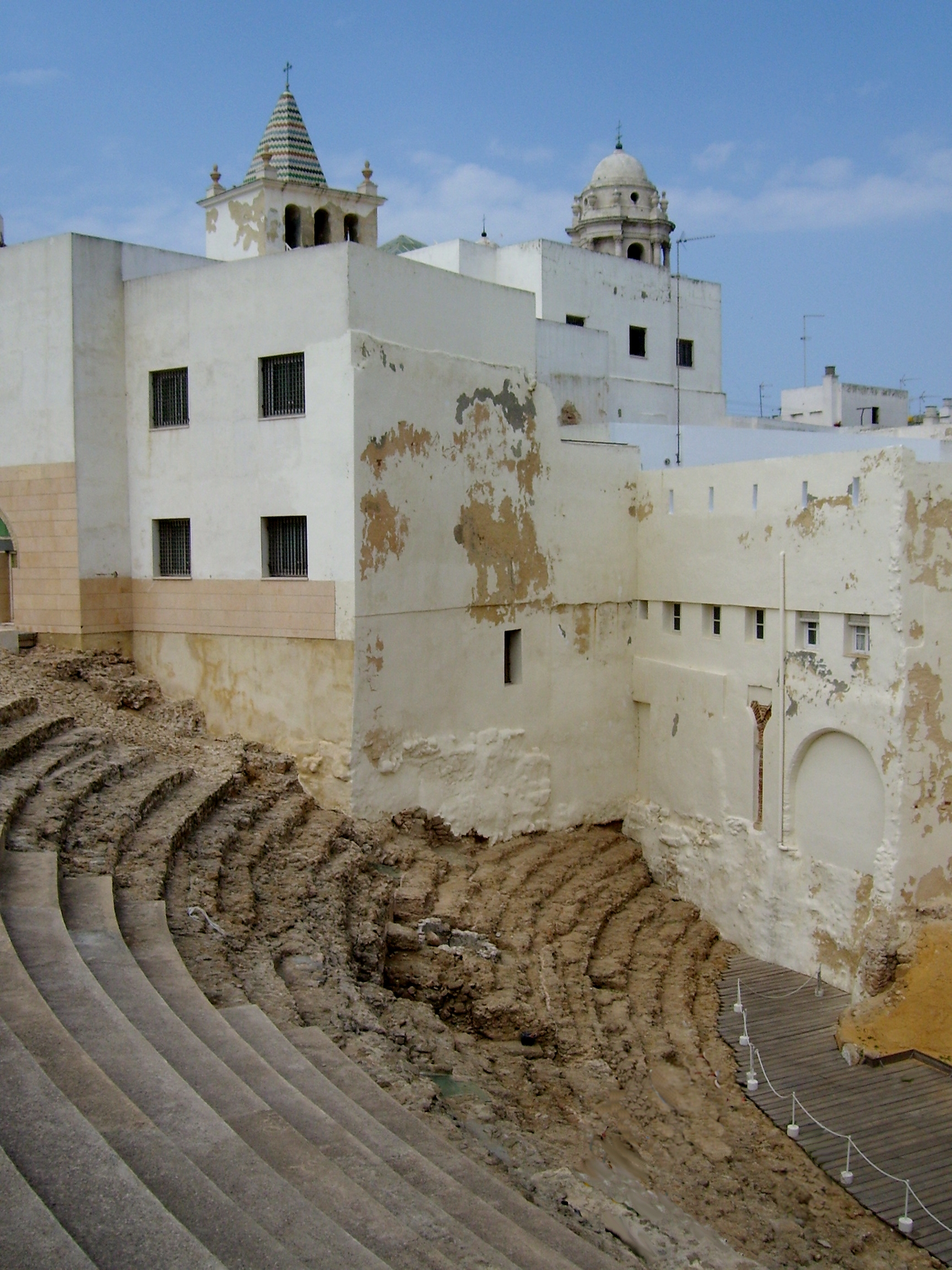
Vista sui gradini del teatro, con le cupole della Cattedrale di Cadice sullo sfondo

Il teatro romano di Cadice (Theatrum Balbi) è un'antica struttura situata a Cadice, in Andalusia, nel sud della Spagna. I resti, solo parzialmente scavati, furono scoperti nel 1980. Il teatro, che fu probabilmente costruito nel I secolo a.C. ed era uno fra i più grandi mai costruiti nell'impero romano, fu abbandonato nel IV secolo. Nel XIII secolo sulle sue rovine vi fu costruita una fortezza per ordine del re Alfonso X di Castiglia.
Il teatro presentava una cavea con un diametro di oltre 120 metri e poteva ospitare circa 10.000 spettatori. Il teatro era una delle poche strutture romane dell'antica Hispania citate da autori classici, tra cui Cicerone e Strabone. Gli scavi nel sito hanno rinvenuto anche resti di un quarto risalente al periodo taifa, case di Almohad e pozzi del XVII secolo.